# Śmigiel (gemeente)
De gemeente Śmigiel is een stad- en landgemeente in het Poolse woiwodschap Groot-Polen, in powiat Kościański.
De zetel van de gemeente is in Śmigiel.
Op 30 juni 2004 telde de gemeente 17 470 inwoners.

## Oppervlakte gegevens
In 2002 bedroeg de totale oppervlakte van gemeente Śmigiel 189,89 km², waarvan:
- agrarisch gebied: 76%
- bossen: 14%

De gemeente beslaat 26,28% van de totale oppervlakte van de powiat.

## Demografie
Stand op 30 juni 2004:
| Omschrijving                   | Totaal | Totaal | Vrouwen | Vrouwen | Mannen | Mannen |
| ------------------------------ | ------ | ------ | ------- | ------- | ------ | ------ |
| eenheid                        | aantal | %      | aantal  | %       | aantal | %      |
| inwoners                       | 17 470 | 100    | 8871    | 50,8    | 8599   | 49,2   |
| bevolkingsdichtheid (inw./km²) | 92     | 92     | 46,7    | 46,7    | 45,3   | 45,3   |

In 2002 bedroeg het gemiddelde inkomen per inwoner 1180,19 zł.

## Plaatsen
Bielawy, Bronikowo, Brońsko, Bruszczewo, Chełkowo, Czacz, Czaczyk, Glińsko, Gniewowo, Jezierzyce, Karmin, Karśnice, Koszanowo, Księginki, Machcin, Morownica, Nadolnik, Nietążkowo, Nowa Wieś, Nowe Szczepankowo, Nowy Białcz, Nowy Świat, Olszewo, Parsko, Podśmigiel, Poladowo, Prętkowice, Przysieka Polska, Przysieka Stara, Robaczyn, Sierpowo, Sikorzyn, Skoraczewo, Smolno, Spławie, Stare Bojanowo, Stara Przysieka Druga, Stara Przysieka Pierwsza, Stare Bojanowo, Stare Szczepankowo, Stary Białcz, Wonieść, Wydorowo, Zygmuntowo, Żegrowo, Żegrówko, Żydowo.

## Aangrenzende gemeenten
Kamieniec, Kościan, Krzywiń, Lipno, Osieczna, Przemęt, Wielichowo, Włoszakowice